# Modello di diffusione
Nell'apprendimento automatico, i modelli di diffusione, noti anche come modelli probabilistici di diffusione, sono una classe di modelli di variabili latenti. Essenzialmente sono catene di Markov allenate tramite inferenza variazionale. L'obiettivo dei modelli di diffusione è imparare la struttura latente di un insieme di dati modellando il modo in cui i dati puntuali si diffondono attraverso lo spazio latente. Nella visione artificiale, questo si traduce nell'allenare una rete neurale a eliminare il rumore da immagini offuscate utilizzando rumore gaussiano imparando a invertire il processo di diffusione.
I modelli di diffusione sono stati introdotti nel 2015 sulla base di concetti dell'ambito della termodinamica del non equilibrio.
I Modelli di diffusione possono essere impiegati per molteplici scopi, che includono l'eliminazione del rumore nelle immagini, la pittura, la super-risoluzione e la generazione automatica di immagini. Ad esempio, un modello di generazione di immagini può partire da una immagine con rumore casuale e, dopo essere stato allenato invertendo il processo di diffusione su immagini naturali, esso diventa capace di generare nuove immagini naturali. Tra le più note applicazioni di tali modelli di trasformazione da testo a immagini rientra Dall-e di OpenAI. Esso utilizza modelli di diffusione sia per il modello a priori (che produce un'immagine data una didascalia) sia per il decoder che genera l'immagine finale.